# Heathcliff
Heathcliff – postać fikcyjna, główny bohater powieści Emily Brontë pt. Wichrowe Wzgórza. Był ciemnowłosym znajdą przygarniętym przez pana Earnshawa. Kochał swoją przybraną siostrę, Katarzynę Earnshaw. Po jej śmierci doprowadził do ruiny jej rodzinę. Stale prześladowany przez ducha zmarłej ukochanej, znajduje ukojenie dopiero w śmierci. Pochowany u boku ukochanej, na wzgórzach. Jest przykładem bohatera bajronicznego.